# Cacia lacrimosa
Cacia lacrimosa är en skalbaggsart som beskrevs av Heller 1923. Cacia lacrimosa ingår i släktet Cacia och familjen långhorningar.
Artens utbredningsområde är Filippinerna. Inga underarter finns listade.